# كورت بينيت
كورت بينيت (بالفرنسية: Curt Bennett)‏ (و. 1948  م) هو لاعب هوكي الجليد من كندا، والولايات المتحدة، ولد في ريجاينا، مركز لعبه هو وسط ‏.

## التعليم
تعلم في جامعة براون.

## روابط خارجية
- كورت بينيت على موقع دوري الهوكي الوطني (الإنجليزية)
- كورت بينيت على موقع قاعة مشاهير الهوكي (لاعب أن.إتش.أل) (الإنجليزية)
- كورت بينيت على موقع EliteProspects.com (الإنجليزية)
- كورت بينيت على موقع HockeyDB.com (الإنجليزية)
- كورت بينيت على موقع Hockey-Reference.com (الإنجليزية)